# پیامدهای نازیسم
نازیسم و اقدامات دولت آلمان نازی عمیقاً بر بسیاری از کشورها، جوامع و مردم قبل، حین و بعد از جنگ جهانی دوم تأثیر گذاشت. تلاش رژیم برای از بین بردن چندین گروه که از نظر ایدئولوژی نازی‌ها به عنوان مردم‌فرومایه قلمداد می‌شدند عملی غیرانسانی تلقی می‌شد و سرانجام با تلاش‌های متفقین جنگ به رهبری انگلیس، اتحاد جماهیر شوروی و ایالات متحده متوقف شد.

## قوم یهود
از ۱۵ میلیون یهودی جهان در سال ۱۹۳۹، بیش از یک سوم در هولوکاست کشته شدند. از سه میلیون یهودی در لهستان، مرکز و قلب یهودیان اروپا، کمتر از ۳۵۰٬۰۰۰ جان سالم به در بردند. اکثر یهودیان باقیمانده در اروپای شرقی و مرکزی تبدیل به پناهندگان بی‌بضاعت شدند که نه توانایی و نه میل بازگشت به کشورهای را نداشتند که یا متصور بودند در دوران جنگ به آنها برابر نازی‌ها به آنان خیانت کردند یا امروزه به عنوان دولت‌های دست نشانده اتحاد جماهیر شوروی محسوب می‌شدند.

## لهستان

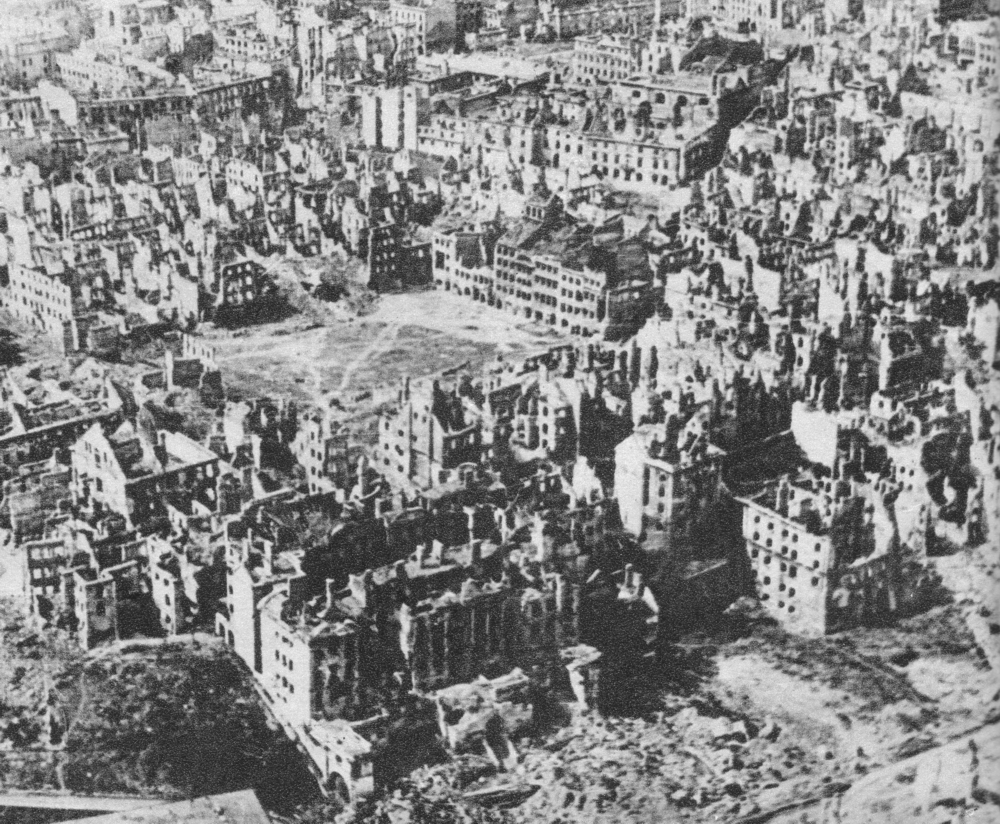
در طول جنگ جهانی دوم ۸۵٪ ساختمان‌ها در ورشو توسط نیروهای آلمانی نابود شدند.

نازی‌ها قصد داشتند ملت لهستان را به کلی نابود کنند. در سال ۱۹۴۱، رهبری نازی‌ها تصمیم گرفتند که لهستان باید طی ۱۰ تا ۲۰ سال کاملاً از لهستانی‌های قومی پاک شود و مستعمرات آلمانی درآن مستقر شود. از روزها آغازین اشغالگری، خط مشی آلمان به غارت و بهره‌برداری از قلمرو لهستان بدل گشت و آن را به یک اردوگاه غول پیکر متمرکز که بنا بود تحت عنوان «آنترمنش، به معنای غیر آریایی در باور نازی ها» نابود شوند. سیاست غارت و استثمار خسارات مادی زیادی را به صنعت، کشاورزی، زیرساخت‌ها و نشانه‌های فرهنگی لهستان وارد کرد. هزینه این تخریبگری حدود ۵۲۵ میلیارد یورو یا ۶۴۰ میلیارد دلار تخمین زده شده. صنایع باقی مانده تا حد زیادی توسط نیروهای اشغالگر اتحاد جماهیر شوروی ویران یا به روسیه منتقل شد.
در گزارش رسمی دولت لهستان پیرامون خسارات جنگی تهیه شده در سال ۱۹۴۷، حکایت از این دارد که ۶٬۰۲۸٬۰۰۰ از جمعیت ۲۷٬۰۰۷٬۰۰۰ شامل یهودیان ولهستانی‌ها قربانی جنگ شده‌اند. به دلایل سیاسی، این گزارش خسارات وارد شده از سوی اتحاد جماهیر شوروی و همین‌طور شهروندان لهستانی با منشأ اوکراینی و بلاروس را مستثنی کرده‌است.

## اروپای مرکزی
به عنوان یکی از نتایج جنگ و اشغال شوروی، کشورهای اروپای مرکزی تحت نفوذ «حوزه شوروی نفوذ» (چنان‌که در کنفرانس یالتا توافق شد) درآمد. بلافاصله پس از جنگ، دولت‌های سوسیالیستی به سبک اتحاد جماهیر شوروی در همه این کشورها تأسیس شدند و هر نوع دموکراسی به سبک غربی که قبل از جنگ وجود داشت، از بین رفت. در نتیجه پیمان ورشو که منجر به عدم شرکت این کشورها در برنامه مارشال و همچنین تسخیر صنایع کشورها مذکور توسط شوروی، بهبود اقتصادی در این کشورها به‌طور چشمگیری کاهش یافت.
در نتیجه حمله نازی‌ها به اتحاد جماهیر شوروی، حدود ۲۶ میلیون شهروند اتحاد جماهیر شوروی از بین رفتند، از جمله حدود ۱۰۶۵۱۰۰۰ سرباز که در نبرد با ارتش هیتلر جان سپردند یا در اردوگاه‌های اسرا جان باختند. میلیون‌ها غیرنظامی نیز در اثر گرسنگی، قرار گرفتن در معرض، قساوت‌ها، و قتل‌عام‌ها جان خود را از دست دادند و منطقه عظیمی از اتحاد جماهیر شوروی از حومه مسکو و رودخانه ولگا تا مرز غربی ویران، محو شد و به آوار تبدیل شد. کشتار جمعی و ویرانی در آنجا به اقتصاد، جامعه و روان ملی شوروی آسیب زد. تعداد کشته شدگان شامل حدود ۱٫۵ میلیون یهودی شوروی بود که توسط مهاجمان آلمانی کشته شدند. یکی از دلایلی که اتحاد جماهیر شوروی کشورهای ماهواره ای را در اروپای مرکزی نصب کرد، کشتار جمعی و قتل گسترده بود. از آنجا که دولت امیدوار بود از کشورها به عنوان یک منطقه بافر در برابر هرگونه حمله جدید از غرب استفاده کند. این امر به تجزیه اتحاد جنگ بین اتحاد جماهیر شوروی و متحدین غربی کمک کرد و زمینه را برای جنگ سرد، که تا سال ۱۹۸۹ به طول انجامید، دو سال قبل از انحلال اتحاد جماهیر شوروی در ۱۹۹۱، فراهم کرد. فرهنگ شوروی در دهه ۵۰ با نتایج مشخص شد. جنگ بزرگ میهنی.

### اوکراین
تخمین زده می‌شود که تلفات جنگ در اوکراین بین ۷ تا ۱۱ میلیون نفر است. بیش از ۷۰۰ شهر و ۲۸۰۰۰ روستا ویران شد.